# Jakovlev Jak-50
Jakovlev Jak-50 je sovětské, resp. ruské cvičné a sportovní letadlo z poloviny 70. let 20. století, které navazuje na typ Jakovlev Jak-18. První prototyp stroje Jak-50 vzlétl v roce 1975, téhož roku začala jeho sériová výroba. Do roku 1985 bylo vyprodukováno 312 kusů.

## Specifikace

### Technické údaje
- Osádka: 1
- Rozpětí: 9,50 m
- Délka: 7,68 m
- Výška: 3,10 m
- Hmotnost prázdného stroje: 765 kg
- Maximální vzletová hmotnost: 900 kg
- Pohonná jednotka: 1× hvězdicový motor Vedenejev M-14
- Výkon motoru: 265 kW

### Výkony
- Maximální rychlost: 420 km/h
- Dostup: 6000 m
- Dolet: 550 km